# Mikio Satō
Mikio Satō (佐藤 幹夫), né le 18 avril 1928 à Tokyo et mort le 9 janvier 2023, est un mathématicien japonais qui travaille dans le domaine qu'il appelle analyse algébrique. Il a fait ses études à l'université de Tokyo, notamment comme étudiant en physique avec Sin-Itiro Tomonaga. Depuis 1970, Satō est professeur à l'Institut de recherches pour les sciences mathématiques de l'université de Kyoto.

## Travaux
Il est connu pour son œuvre novatrice dans de nombreux domaines, comme les espaces vectoriels pré-homogènes (en) et les polynômes de Bernstein-Sato et surtout pour sa théorie des hyperfonctions. Cette théorie est apparue d'abord comme une extension de la théorie des distributions. Elle fut ensuite rapidement reliée à la cohomologie locale (en) de Grothendieck et à la théorie des faisceaux. Elle a mené ensuite à la théorie des microfonctions en analyse algébrique, aux aspects microlocaux des équations aux dérivées partielles linéaires et de la théorie de Fourier et enfin aux recherches actuelles sur les D-modules. Ceci contient aussi la théorie moderne des systèmes holonomes : des équations aux dérivées partielles linéaires qui ont un espace de solutions de dimension finie.
Il a aussi travaillé dans le domaine des solitons non linéaires, par l'introduction dans ce domaine des grassmanniennes de dimension infinie. En théorie des nombres, il est connu pour la conjecture de Sato-Tate sur les fonctions L.
Il a reçu le prix Schock en 1997 et le prix Wolf de mathématiques en 2003.